# Історія освоєння мінеральних ресурсів Бельгії

З ІІІ тис. до  н.е. на території Бельгії (поблизу Монса) почався видобуток високоякісного кременю на шахтах Спієни. Глибина стовбурів сягала до 16 м, діаметр до 1 м, площа шахтного поля — 50 га. Стовбури поєднували штреками, під час проведення яких добували конкреції кременю. Він розповсюджувався по всій Центральній Європі, та, за припущеннями, транспортувався на Британські острови.
В часи Римської імперії в басейнах річок Самбр та Маас видобували залізну руду (І ст. до н.е.), в Арденнах — мідні та свинцеві руди. Найдавніші в Західній Європі розробки кам'яного вугілля (IV-V ст.) знайдені в районі сучасного Льєжа, відкритим способом його видобувають з кінця ХІІ ст. Саме тут у ХІІ ст. з'являються перші в Європі письмові згадки про видобуток кам'яного вугілля. У XIII ст. у Льєжі в значних обсягах виплавляли чавун, що стимулювало подальший розвиток гірничої справи. В XIV-XVIІ ст. в провінціях Ено, Льєж, Намюр вівся систематичний видобуток вугілля, переважно кар’єрами та шахтами (глибиною до 100 м). Водовідлив здійснювався помпами, підйом вугілля — горизонтальними коловоротами з ручною або кінною тягою. вугілля вивозили у Францію та Нідерланди. З XVIII ст. до вугільної промисловості залучаються крупні капітали, що було зумовлено заміною деревного вугілля коксом при плавленні заліза та потребами парових двигунів. На шахтах застосовують передову техніку, що забезпечує розробку вугілля в складних гірничо-геологічних умовах з глибин 180 м. У 1717 р. в Бельгії вперше в Європі застосована парова помпа. Використовують рейкові вагонетки на кінній тязі. На початку XIX ст. створюють парові підйомні машини. В 1870 р. видобуток вугілля сягнув 13,7 млн т на рік. У 1910 р. країна займала 7-е місце у світі з видобутку вугілля (23,9 млн т). Експлуатувались Південний та Кампінський кам'яновугільні басейни.
Після винайдення дешевого способу виплавки цинку (Дані, 1810 р.), поблизу Льєжа засноване підприємство, яке виросло в компанію «Vieille-Montange S.A.», що займала 3-є місце з виробництва цинку у світі (20 % світового видобутку). До 1840 р. цинк вироблявся тільки з місцевої руди (6 тис. т на рік), на початку XX ст. — тільки з привізної (127 тис. т на рік). Те ж відбулося з видобутком руд свинцю (13 тис. т — 1870 р.; 150—200 тис. т на рік — кінець XIX ст.).
До 1955 р. щорічно добувалося близько 30 млн т вугілля в двох головних басейнах: південному, біля підніжжя Арденн, і північному, в районі Кампіна (провінція Лімбург). Оскільки в південному басейні вугілля залягає на великій глибині і його видобуток пов'язаний з технологічними труднощами, то з середини 1950-х років шахти стали швидко закриватися. Вугілля північного району було більш високої якості, а його видобуток більш рентабельним. Оскільки експлуатація цього родовища почалася лише під час Першої світової війни, видобуток вугілля розтягнувся на триваліший час, але вже до кінця 1950-х років не задовольняв потреби країни. З 1958 р. імпорт[вугілля перевищив його експорт. До 1980-х років більшість шахт була зліквідована, остання вугільна шахта була закрита в 1992 р.
Нині важливий сектор Бельгійської економіки складає переробка імпортованої мінеральної сировини (чорна і кольорова металургія). Гірнича промисловість країни обмежується головним чином видобутком будівельної та індустріальної мінеральної сировини, але провідна бельгійська компанія Union Miniere активно бере участь в проектах геологорозвідувальних робіт, будівництва і експлуатації гірничозбагачувальних підприємств в інших країнах світу.
У майбутньому можливе доопрацювання вугільних родовищ кам'яного вугілля в долинах річок Маас та Самбр (вугільні басейни — Південний (Льєзький) та Кампінський), розробка невеликих родовищ залізняку та поліметалічних руд (свинець, цинк, мідь), стибію. Країна має запаси будівельного каменю (граніт, пісковик, мармур).
Підготовку кадрів гірничо-геологічного профілю здійснюють в університетах міст Льєж, Монс, Брюссель.